# Passengers (film)
Pour les articles homonymes, voir Passenger et Passengers.
Pour plus de détails, voir Fiche technique et Distribution.
Passengers, ou Passagers au Québec, est un film de science-fiction américain réalisé par Morten Tyldum, sorti en 2016. D'après la nouvelle Le Voyage gelé (The Frozen Journey ou I Hope I Shall Arrive Soon, 1980) de Philip K. Dick.
Le film évoque un vaisseau spatial, l’Avalon, qui fait route vers une lointaine planète. À son bord, plus de cinq mille passagers sont en sommeil dans des capsules d'hibernation, pour ce voyage d'une durée de 120 ans. Mais l'une de ces capsules connaît un problème et réveille 90 ans trop tôt Jim Preston. Celui-ci découvre qu'il n'y a aucun autre passager éveillé à bord. Poussé par l'ennui et la solitude, il va se prendre d'affection pour une femme restée en hibernation, Aurora Lane. Ils découvrent alors que le vaisseau court un grave danger et que la vie des milliers de passagers est entre leurs mains.

## Synopsis
L’Avalon, un vaisseau spatial de la compagnie Homestead, se dirige vers la planète Homestead II pour y fonder une colonie spatiale, car la Terre est surpeuplée. Le voyage dure 120 ans. À bord se trouvent cinq mille passagers dont 258 membres d’équipage, tous placés en biostase (hibernation) dans des capsules individuelles. Mais au bout de 30 ans, l’Avalon traverse un champ d'astéroïdes dont l'un d'eux, trop gros pour le bouclier du vaisseau, crée plusieurs avaries qui se propagent à l'une des capsules d'hibernation, et déclenchent le processus de réveil de son occupant, James « Jim » Preston (Chris Pratt), un mécatronicien.
Pensant au départ être arrivé à destination, Jim se rend rapidement compte qu'il est le seul passager à s'être réveillé, et qu'il ne reste non pas quatre mois de voyage (comme programmé pour réveiller les passagers, permettant de profiter du luxe du vaisseau), mais 90 ans. Jim essaie d'avertir la Terre, mais découvre que la réponse n'arrivera pas avant 55 ans. Jim essaie donc par tous les moyens de réactiver sa capsule pour se rendormir, en vain. Il cherche alors du réconfort auprès d'Arthur (Michael Sheen), l'androïde-barman, qui ne peut lui conseiller que de jouir du luxe du vaisseau à défaut de trouver une solution. Jim s'y emploie, faisant le tour des distractions proposées par l’Avalon, mais n'ayant qu'un accès très partiel au vaisseau, il se lasse vite et sombre dans l'alcool et la dépression. Après plus d'un an seul, il découvre deux scaphandres permettant d'effectuer des sorties sécurisées dans l'espace. Jim contemple l'immensité de l'Univers dans lequel il est perdu et, au retour, songe à se suicider en se projetant dans l'espace sans protection, mais y renonce au dernier moment. De retour dans la salle des capsules d'hibernation, il trouve celle d'Aurora Lane (Jennifer Lawrence), une journaliste et romancière. Il décide alors de consulter toutes les données relatives à la jeune femme, et finit par en tomber amoureux.
Jim envisage de réveiller Aurora afin de combler sa solitude. Ce que cela implique pour elle l'en dissuade, et il en parle à Arthur. Jim finit par céder à la tentation et sabote la capsule d'Aurora, puis part se cacher. Il la retrouve peu après dans le grand hall et lui apprend qu'il est réveillé depuis un peu plus d'un an. Persuadée d'avoir été réveillée par malchance, Aurora réagit tout d'abord comme Jim : elle panique et refuse de croire à sa situation, et passe en revue différentes possibilités que Jim a hélas, déjà essayées sans succès. Aurora se résigne à son destin et commence à consigner ses notes pour la postérité. Jim et Aurora poursuivent leur vie à bord. Un jour, Jim décide d'inviter Aurora à un repas galant. Elle accepte, après une sortie dans l'espace, les deux jeunes gens tombent amoureux. Ils semblent alors partis pour vivre une parfaite idylle, jusqu'au jour où Arthur révèle indirectement à Aurora que Jim l'a réveillée. Jim reconnait sa faute et Aurora, horrifiée, s'enfuit. Sa haine envers lui la pousse à l'agresser physiquement, jusqu'à vouloir le tuer, mais ne parvient pas à aller au bout de son acte. Jim essaie d'expliquer ses raisons, mais Aurora refuse de l'écouter, répliquant avec fureur qu'il lui a « volé sa vie ».
Entre-temps, les pannes se multiplient à bord du vaisseau et une troisième personne est réveillée : le chef de quart Gus Mancuso (Laurence Fishburne), dont le statut permet d'accéder au poste de commandement. Gus, Jim et Aurora mènent l'enquête. Gus comprend rapidement que Jim a réveillé Aurora. Sa propre capsule, en revanche, l'a réveillé accidentellement tout comme Jim. Gus s'aperçoit qu'une première panne du système a conduit le reste à supporter une trop forte charge faisant effet boule de neige sur les autres systèmes. Il faut trouver manuellement et rapidement le problème. Gus souffre de troubles post-hibernatoires, les analyses médicales du bord révélant que son organisme se nécrose en raison de la panne de la capsule, sans traitement possible. Il demande alors à Jim et Aurora de prendre soin l'un de l'autre et leur donne son bracelet d'accès avant de mourir. Les systèmes cèdent les uns après les autres, Jim et Aurora s'entraident pour en rechercher l'origine. Ils découvrent que la coque est endommagée, ce qui a conduit à une surchauffe du réacteur. Le système de purge étant défaillant, Jim doit effectuer une sortie dans l'espace pour ouvrir manuellement l'obturateur. Aurora procède à la purge, exposant Jim (qu'elle aime encore) à une forte vague de chaleur. Jim y survit mais se retrouve largué dans l'espace, son filin s'étant rompu et son scaphandre étant endommagé. Jim lui fait alors ses adieux, mais Aurora refuse de le laisser mourir et sort à son tour pour le ramener à bord et utilise in extremis la capsule de l'infirmerie pour le ranimer.
Alors que le couple est réconcilié, Jim découvre plus tard qu'il est possible de retourner en biostase grâce à la capsule médicale. Celle-ci n'a qu'une place et Jim propose à Aurora de la prendre afin qu'elle puisse vivre sa vie sur Homestead II. Alors qu'il est au bar en compagnie d'Arthur réparé, Aurora le rejoint : elle a décidé de vivre et de mourir avec lui à bord du vaisseau. 88 ans plus tard, l'équipage de l’Avalon se réveille, proche de leur nouvelle planète, et découvre, stupéfait, le grand hall couvert de végétation (Jim y avait planté un arbre pour Aurora), tandis qu'un message d'Aurora destiné aux passagers se fait entendre, leur décrivant ce qui s'est passé et la vie qu'elle a menée avec Jim.

## Fiche technique
Sauf indication contraire, les informations mentionnées dans cette section peuvent être confirmées par la base de données cinématographiques IMDb,  présente dans la section « Liens externes ».
- Titre original et français : Passengers
- Titre québécois : Passagers[2]
- Réalisation : Morten Tyldum
- Scénario : Jon Spaihts
- Musique : Thomas Newman
- Décors : Guy Hendrix Dyas
- Costumes : Jany Temime
- Photographie : Rodrigo Prieto
- Montage : Maryann Brandon
- Production : Stephen Hamel, Michael Maher, Ori Marmur et Neal H. Moritz, ; Greg Baxter (coproduction) ; Lynwood Spinks (déléguée)
- Sociétés de production : Sony Pictures Entertainment, Start Motion Pictures, Company Films, LStar Capital, Original Film et Village Roadshow Pictures
- Sociétés de distribution : Columbia Pictures (États-Unis), Sony Pictures Releasing France (France)
- Budget : 110 millions de dollars[3]
- Pays de production :  États-Unis
- Langue originale : anglais
- Format : couleur - 2,35:1 - son Dolby Atmos et Auro 11.1
- Genres : science-fiction romantique
- Durée : 116 minutes
- Dates de sortie[4] : 
  - États-Unis, Québec : 21 décembre 2016
  - Belgique, France : 28 décembre 2016

## Distribution
- Chris Pratt (VF : David Krüger ; VQ : Philippe Martin) : James « Jim » Preston, mécatronicien
- Jennifer Lawrence (VF : Kelly Marot ; VQ : Catherine Brunet) : Aurora Lane, journaliste, romancière
- Michael Sheen (VF : William Coryn ; VQ : François Godin) : Arthur, le barman androïde
- Laurence Fishburne (VF : Paul Borne ; VQ : Guy Nadon) : Gus Mancuso, le chef de quart
- Andy García : Norris, le capitaine (caméo)
- Aurora Perrineau (VF : Claire Baradat) : Céleste, meilleure amie d'Aurora (enregistrement vidéo)
- Fred Melamed (VF : Féodor Atkine) : ordinateur de l'observatoire astronomique (voix)
- Jon Spaihts : Autodoc (voix)
- Nazanin Boniadi (VF : Kaycie Chase) : hologramme du réveil (non créditée)
- Julee Cerda (en) (VF : Yumi Fujimori) : l'instructrice hologramme
- Emma Clarke (en) (VF : Elsa Davoine) : ordinateur de bord du vaisseau spatial Avalon (voix)
- Vince Foster : officier

 Source et légende : version française (VF) sur RS Doublage ; version québécoise (VQ) sur Doublage.qc.ca

## Production

### Genèse et développement
Le scénario figurait sur la Black List de 2007, qui recense les meilleurs scénarios en attente de production,. L'Irlandais Brian Kirk devait réaliser le film avec Keanu Reeves comme producteur et acteur principal. En décembre 2014, on annonce que Sony Pictures Entertainment va acquérir les droits. En janvier 2015, on apprend que le Norvégien Morten Tyldum est en négociation pour réaliser le film, alors que les noms de Gabriele Muccino et Marc Forster ont été évoqués.

### Attribution des rôles
|                                                                                                  |  |  |
| Les acteurs principaux Jennifer Lawrence et Chris Pratt décrochent les rôles principaux en 2014. |  |  |

Reese Witherspoon, Rachel McAdams ou encore Emily Blunt ont été un temps pressenties pour le rôle d'Aurora, avant qu'il ne soit finalement attribué à Jennifer Lawrence. L'actrice révèle ultérieurement qu'elle regrette d'avoir tourné le film, malgré les mises en garde.
Le rôle de Jim Preston avait quant à lui été proposé à Keanu Reeves.
En juillet 2015, Michael Sheen rejoint la distribution dans le rôle d'un androïde. En août 2015, Laurence Fishburne est annoncé à son tour dans le film.
Bien que crédité au générique, Andy García n'apparaît que quinze secondes à l'écran à la fin du film et sans dialogue. Le réalisateur Morten Tyldum explique dans une interview qu'une fin plus longue avait été tournée, mais que la scène a été écourtée, tandis que le scénariste Jon Spaihts précise que la fin de l'histoire et les années qui l'ont précédée ont été raccourcies en cours de production.

### Tournage
Le tournage débute en septembre 2015,. Il a lieu dans l'État de Géorgie, notamment aux Pinewood Atlanta Studios. Quelques reshoots ont eu lieu en octobre 2016, pour clarifier certains éléments de l'histoire.

## Musique
Sauf indication contraire, les informations mentionnées dans cette section peuvent être confirmées par le générique de fin de l'œuvre audiovisuelle présentée ici, ainsi que par la base de données cinématographiques IMDb,  présente dans la section « Liens externes ».
- Like a Rolling Stone par Bob Dylan.
- Red Rover par Al Hammerman.
- When I Think Of You par Chris Welch et Ken Morrison.
- !!!HoLLaDeCk StAcKeMuP!!! par Kool Kojak (en).
- Le soleil a chassé la pluie par Michel Goudreau.
- Happy birthday to you de Mildred J. Hill et Patty Hill (chantée au restaurant pour l'anniversaire d'Aurora par Jim et les robots serveurs, dont un apporte le gâteau d'anniversaire).
- The Magic Of You par Chris Welch et Ken Morrison.
- Smile par Jean Laughlin.
- Looking At The Downside par Jean Laughlin.
- Levitate (en) par Imagine Dragons[20].
- Call Me Irresponsible (en) par Bobby Darin.
- A Little Less Conversation par Elvis Presley, remixé par Junkie XL (Jim réjouit, apprécie le confort de la cabine VIP dont il vient de forcer la serrure, joue au basket, mange au restaurant, joue a un jeu de danse, regarde des films au cinéma, au bout d'un certain temps il est lassé de ces loisirs, devient alcoolique, déprime à nouveau, se néglige, devient oisif, s'énerve contre les robots de balayage, puis les traite comme des animaux de compagnie).
- Boo par Dante Marchi et The Joel Evans Quartet.
- I Love The Likes Of You par Gail Pettis.
- Hesitation par Steve Rice Quartet.
- Do It Again par April Stevens.
- Have A Nice Day par Sirius.

### Bande originale
Albums de Thomas Newman
Le Monde de Dory
(2016)
La musique du film est composée par Thomas Newman. Le scénariste Jon Spaihts a avoué avoir écrit Passengers en écoutant plusieurs bandes originales composées précédemment par Thomas Newman.
Liste des titres
1. The Starship Avalon (Main Title)
2. Hibernation Pod 1625
3. Command Ring
4. Rate 2 Mechanic
5. Awake For 7 Days
6. Crystalline
7. Precious Metals
8. Aurora
9. Robot Questions
10. This Sleeping Girl
11. Built A House And Live In It
12. I Tried Not To…
13. Spacewalk
14. Passengers
15. 50% Of Light Speed
16. Cascade Failure
17. Zero-Gravity
18. Never Happy Here
19. Red Giant
20. Looking For Wrong
21. Chrysler Bldg.
22. Untethered
23. You Brought Me Back
24. Starlit
25. Accidental Happiness
26. Levitate (End Title)

## Accueil

### Critique
Passengers obtient un accueil mitigé des critiques professionnels dans les pays anglophones, recueillant 31 % de taux d'approbation sur le site Rotten Tomatoes, pour 220 critiques et une moyenne de 4,9⁄10. Sur le site Metacritic, le film obtient un score de 41⁄100, pour 48 critiques. Rolling Stone note le film 1,5⁄4. Selon le consensus de Rotten Tomatoes, « Lawrence et Pratt travaillent bien ensemble », leur alchimie « ne suffit pas à surmonter une histoire irrémédiablement imparfaite ».
En France, l'accueil est plus positif, obtenant une moyenne de 3,2⁄5 sur le site Allociné, pour 11 critiques presse. Selon le journal Le Monde, « Le rayonnement cosmique de l’idylle Chris Pratt-Jennifer Lawrence est stoppé net par un scénario incohérent et une mise en scène plate ».

### Box-office
| Pays ou région | Box-office        | Date d'arrêt du box-office | Nombre de semaines |
| -------------- | ----------------- | -------------------------- | ------------------ |
| États-Unis     | 100 014 699 $     | 20 avril 2017              | 17                 |
| France         | 1 302 574 entrées | 28 février 2017            | 9                  |
| Mondial        | 303 144 152 $     | 20 avril 2017              | 17                 |

Sorti sur le territoire américain en concurrence avec Tous en scène et Assassin's Creed, Passengers doit selon les estimations engranger 50 millions de dollars de recettes au cours des six premiers jours de sa sortie en salles, bien que le studio a prévu un début à 35 millions de dollars,. Après avoir fait 1,2 million de dollars le mardi soir en avant-première et 4,1 millions pour son premier jour, Passengers n'a engrangé que 30 millions de dollars depuis sa sortie en six jours. En dix semaines, le film peine à atteindre les 100 millions de dollars de recettes sur le territoire américain (99,2 millions). Il atteint péniblement les 100 millions de dollars près de sa seizième semaine en salles.
Passengers marche mieux à l'international, avec 203,1 millions de dollars engrangées dès sa sortie, portant le total à 303,1 millions de dollars de recettes mondiales.

## Distinctions
- Oscars 2017 :
  - Nomination pour les meilleurs décors
  - Nomination pour la meilleure musique de film